# Edelmann Hédi
Edelmann Hédi (Nagyvárad, 1902. március 24. – Budapest, 1957. május 18.) magyar író, újságíró. Edelmann Menyhért orvosnak, a gyermekvédelem nagyváradi úttörőjének leánya.

## Életútja
Nemes Hédi néven előbb színészi pályán próbálkozott Budapesten, majd 1931-től a Nagyvárad hasábjain szórakoztató rovatok, glosszák szerkesztője. Fáradt emberek című novelláskötete (Nagyvárad, 1932) alapján Tabéry Géza „lelki-érzékeny emberek miniatűr festőjének” nevezi egykorú recenziójában. 1933-tól áttelepült Budapestre, s onnan küldte tudósításait a magyar közéletről.